# Първично публично предлагане
Първичното публично предлагане (ППП) (на английски: initial public offering, IPO) е действието на първоначално предлагане на акции на една компания на фондова борса. При първичното публично предлагане, за разлика от вторичното публично предлагане (SPO), се предлагат на пазара нови акции – т.е. по същество то представлява увеличение на капитала на дружеството и придобиване на публичен статут.
Основните плюсове от това една компания да е публична (да е на борсата и акциите ѝ да са достъпни за свободна търговия) са:
1. Финансирането чрез борсата е алтернатива на банковите или облигационните заеми – т.е. по-ниска цена на финансирането.
2. Подобряване ликвидността за акционерите и увеличаване на броя и профила им.
3. Засилване на фирмения имидж, доверието и престижа на дружеството.
4. Улеснени сделки по придобивания и сливания с компании – само с размяна на акции.
5. Подобряване на възможностите на дружеството за финансиране чрез издаване на конвертируеми преференциални акции, облигации и по-евтини банкови кредити.
6. Ако компанията се смята за подценена, на борсата могат обратно да се изкупуват акции – аналог на евтино изкупуване на чужда компания, но без проблемите по оценка на чуждата компания и поемането на контрола.
7. Ако компанията се смята за надценена, на борсата могат да се правят увеличения на капитала водещи до евтино финансиране.

Когато се говори, че компанията се превръща от частна в публична, се има предвид:
1. Акциите на компанията вече могат да се закупуват/продават свободно по котировките по време на борсовите сесии. (Т.е. вече всеки инвеститор би могъл да стане собственик на част от компанията, ако има желание)
2. Дружеството става длъжно да предоставя публична информация и финансови отчети поне на 3 месеца.

Какви са най-често причините за вземане на решение за IPO на акционерно дружество:
1. Потенциални възможности за разрастване на дружеството или ръста на печалбите, които не биха могли да бъдат реализирани без допълнително финансиране.
2. Търсене на по-добър публичен престиж и свързаното с това увеличаване на възможностите на дружеството за нови партньорства и шансове за спечелване на търгове и доверие.

## Публично предлагане на ценни книжа
Публично предлагане на ценни книжа е предоставянето на информация за предлагане на ценни книжа, адресирана до 100 и повече лица или до неопределен кръг лица в каквато и да е форма и чрез каквито и да е средства, съдържаща достатъчно данни за условията на предлагането и предлаганите ценни книжа, така че да могат инвеститорите да вземат решение за записване или закупуване на тези ценни книжа. Предлагането на ценни книжа чрез инвестиционен посредник също се смята за публично предлагане, ако отговаря на условията по изречение първо.
Първично публично предлагане е предлагане при условията по чл. 4 от ЗАКОН за публичното предлагане на ценни книжа на:
1. ценни книжа за записване от техния емитент или упълномощен от него инвестиционен посредник (подписка);
2. ценни книжа за първоначална продажба от инвестиционен посредник съгласно сключен с техния емитент договор за поемане;[2]

## Разкриване на информация от публичните дружества
Разкриването/огласяването на информация е атрибут на публичните дружества. Контролира се от страна на акционерите, пазара, саморегулиращите се и регулиращите органи в отделните страни. Тук става дума не просто за предоставяне на информация от корпорацията към пазара и заинтересованите лица, а за едно от условията за нормалното функциониране на капиталовия пазар и на справедлива, в съответствие с принципите на пазарното стопанство, търговия с ценни книжа. Разкриването/огласяването на информация е свързано с управленски и изпълнителски, правно регламентирани решения с инвестиционни и на последно място с обществени отношения като цяло.
Защо е необходимо разкриването на информация?
- Всеки инвеститор да може да вземе обосновано и адекватно инвестиционно решение.
- Предпоставка инвеститора точно да оцени системата на риска съответно да определи възвръщаемостта, която би искал да получи от своята инвестиция.
- Необходимо условие за осигуряването на прозрачност на пазара, на равен достъп на всички участници и средство за предотвратяване на пазарната манипулация и търговията с ценни книжа на база вътрешна информация.

В съответствие с основните положения на управление на съвременната компания разкриването/огласяването на информация като система би могло да се декомпозира на няколко взаимосвързани направления. Всяко едно от тях е за отделни обекти на КУ:
- компанията като цяло или публичното дружество;
- отделни нейни/негови инициативи, които носят белезите на специфичния обект на управление – проекта/проспекта;
- отделни явления или дейности на публичното дружество.